# Daddry Shield
Daddry Shield – wieś w Anglii, w hrabstwie Durham. Leży 39 km na zachód od miasta Durham i 384 km na północ od Londynu.